# 에벌린 치즈맨
루시 에벌린 치즈맨(1881년 10월 8일 – 1969년 4월 15일)은 영국의 곤충학자 겸 모험가이다. 1924년부터 1952까지 남태평양에서 8번의 단독 탐험을 했고 70,000개 이상의 표본을 수집했다. 그녀가 발견한 몇몇 표본은 새로운 종의 표본이었다. 에벌린은 이 표본들을 런던 자연사 박물관에 기증했고, 1955년 엘리자베스 2세는 에벌린의 과학에 대한 공로를 인정하여 대영 제국 최고 훈장을 수여했다.

## 전기
루시 에벌린 치즈맨은 1881년 10월 8일에 태어났다. 에벌린은 어렸을 때 자주 아팠고 침대에서 많은 시간을 보냈다. 이렇듯 병약한 아이였지만 에벌린은 위험과 질병, 모두의 반대에도 불구하고 노력하며 포기하지 않는 여성으로 자랐다.
어른이 된 에벌린은 잉글랜드에서 가정 교사로 직장 생활을 시작했고, 수의과 대학에 갈 수 없자 병든 개들을 돌보는 간호사로 훈련을 받았다.
1917년 5월 에벌린은 런던 동물원의 '곤충의 집' 큐레이터 보조로 취직했다. 1919년에 그녀는 런던 왕립 곤충 학회 (Royal Entomological Society of London)의 회원이 되었다. 1920년 런던 동물원 큐레이터로 고용된 최초의 여성이 되었다.
1924년에 그녀는 공식 곤충 학자로서 마르케 사스와 갈라파고스 제도를 탐험하는 탐험대에 초대되었다. 이 탐험대는 다양한 목적과 관심사를 가진 과학자와 관광객이 섞인 사립 탐사였다. 에벌린은 원정대가 무질서하다고 생각하고 타히티에 남았고, 혼자서 표본을 모으고 곤충을 관찰했다. 그때부터 에벌린은 혼자 탐험하는 것을 선호했다.
1926년에 에벌린은 곤충 큐레이터를 사임하고 무보수로 대영박물관의 자연사 부서 (현재 자연사 박물관)에 소속되었다. 그녀는 이후 12년의 대부분을 탐험을 하러 다녔고 뉴기니, 뉴헤브리디스 제도 및 태평양의 다른 섬으로 여행했다. 그녀는 토착민들을 존경하고 그들로부터 배웠으며 토착민의 언어로 '걷는 여자'와 '산의 여인'으로 알려졌다.
1954년, 고관절 교체 수술 후, 73세의 나이로 다시남태평양의 아네이튬섬으로 원정을 떠났다. 그녀는 9개월 동안 그녀는 10,000개의 곤충과 500개의 식물을 수집했다.
에벌린은 1955년 대영 제국 훈장(OBE)을 수상했으며 곤충학에 대한 그녀의 공헌으로 인해 같은 해 시민 명부 연금을 받아 재정적 안정을 얻었다. 수상 당시 주어진 인터뷰에서 그녀는 "우리는 넘어지지만 결코 그만두지 않는다"고 말했다. 그녀는 1969년 4월 15일 런던에서 사망할 때까지 박물관에서 계속해서 표본을 작성하고 분류했다.

## 발견

### 곤충
에벌린 치즈맨은 남태평양의 섬에 살고 있는 곤충 생활에 대해 처음으로 체계적인 연구를 했다. 노린재목(Costomedes cheesmanae) 을 포함하여 많은 곤충 종의 이름이 그녀의 이름을 따서 명명되었다.

### 양서류와 파충류
그녀는 또한 파충류와 양서류를 수집했으며 뉴기니에 살았던 몇몇 종이 그녀의 이름을 따서 명명되었다.
- Platymantis cheesmanae Parker, 1940 – Cyclops Range ground frog (Ceratobatrachidae)
- Barygenys cheesmanae Parker, 1936 – Mt. Tafa burrowing frog (Microhylidae)
- Cophixalus cheesmanae Parker, 1934 – Cheesman's hill-forest frog (Microhylidae)
- Nyctimystes cheesmani or Litoria cheesmani (Tyler, 1964) – Cheesman's big-eyed treefrog (Hylidae)
- Lipinia cheesmanae Parker, 1940 – Cheesman's lipinia,[6] Cheesman's moth skink (Scincidae)